# Escala del rei d'Aragó
L'escala del rei d'Aragó, excavada al penya-segat calcari, és el principal atractiu turístic de la ciutat de Bunifaziu (Còrsega). Segons la llegenda, l'haurien creat en una sola nit les tropes d'Alfons el Magnànim durant el setge de Bunifaziu del 1420.

## Localització
L'escala del rei d'Aragó està excavada a un penya-segat sobre el mar, concretament a la ciutat de Bunifaziu a l'extrem sud de Còrsega, en ple l'estret de Bonifacio, que separa dues illes mediterrànies: l'illa francesa de Còrsega i l'illa italiana de Sardenya.
Vista des del mar, des d'un vaixell, apareix de lluny com una ratlla fosca obliqua que travessa tota l'alçada del penya-segat, i de prop es veu que és una excavació semicilíndrica de la roca.
Tallada per l'home directament a la roca calcària (calcarenita) tot aprofitant una falla natural, aquesta escala es compon de 187 graons, amb una inclinació propera als 45%.

## Història
El 1420, Alfons el Magnànim va reclamar l'illa basant-se en la concessió de Còrsega a Jaume el Just, per part del papa Bonifaci VII el 1297. Amb Vincentello d'Istria, nomenat virrei de Còrsega, va assetjar Bonifacio durant gairebé cinc mesos, que va poder dur a terme gràcies al bloqueig de les escales que li van permetre impedir el subministrament de la ciutat. Malgrat aquestes privacions del Magnànim, la colònia genovesa va poder resistir un mesos. Segons la llegenda, va ser excavada a la roca en una nit per les tropes d'Alfons el Magnànim durant l'anomenat setge de Bunifaziu el 1420. El més probable, però, és que aquesta escala fos construïda durant un temps una mica més llarg pels frares franciscans per poder accedir a una font d'aigua potable que brollava a la base del penya-segat, dins d'una cova molt a prop del mar.

## Galeria d'imatges

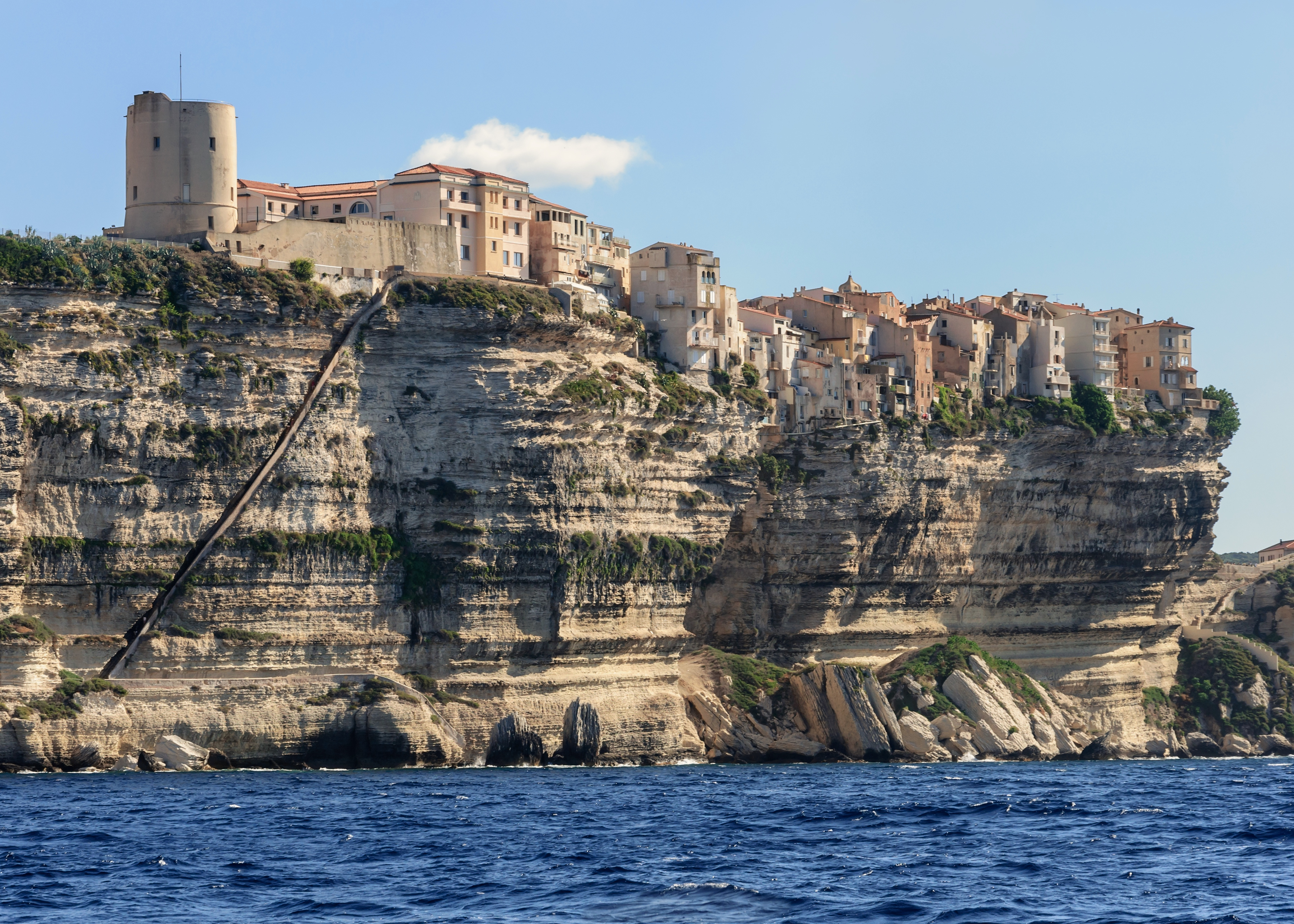
L'escala d'Afons el magnànim.
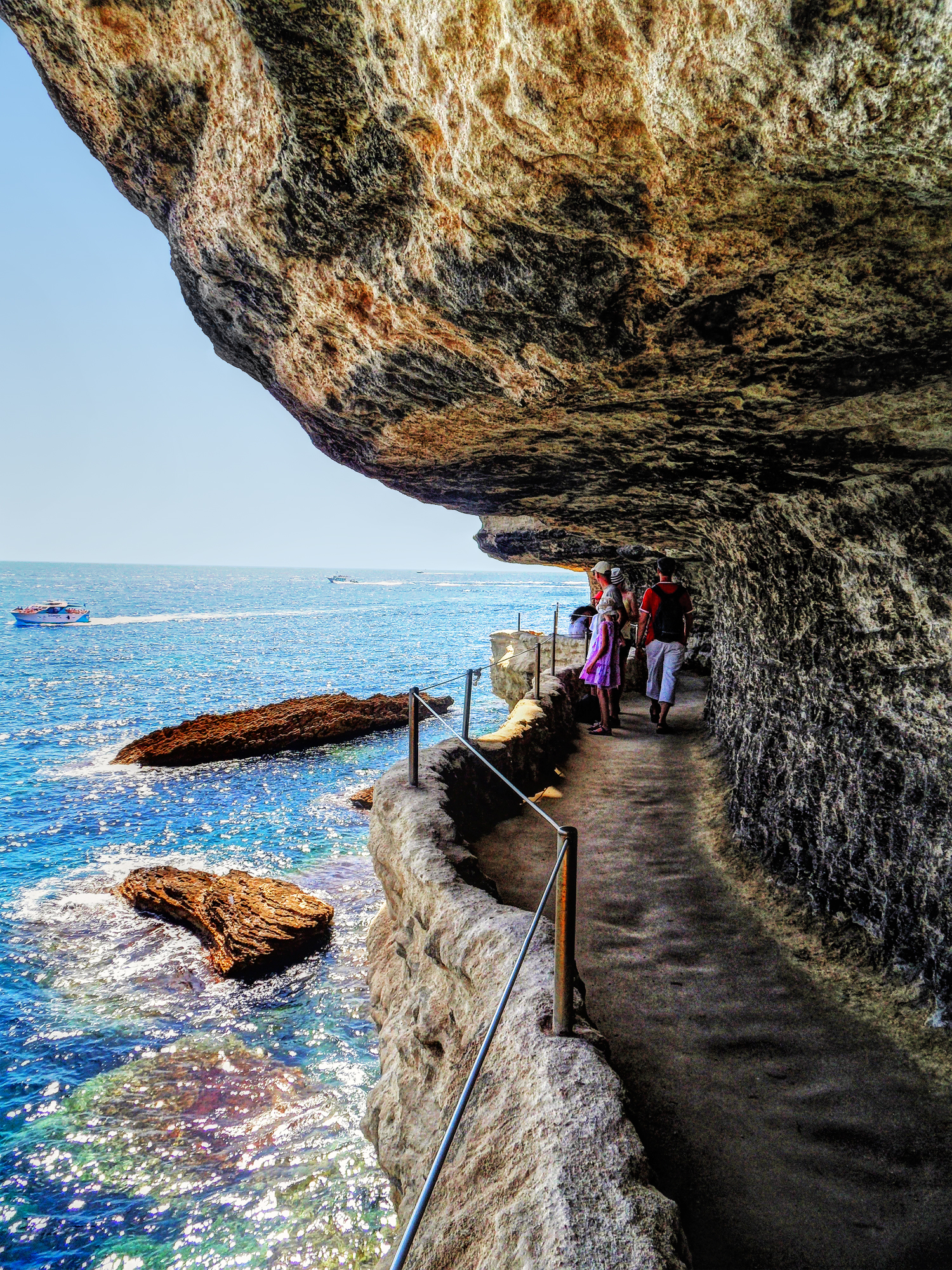
Camí de ronda, al peu de l'escala.
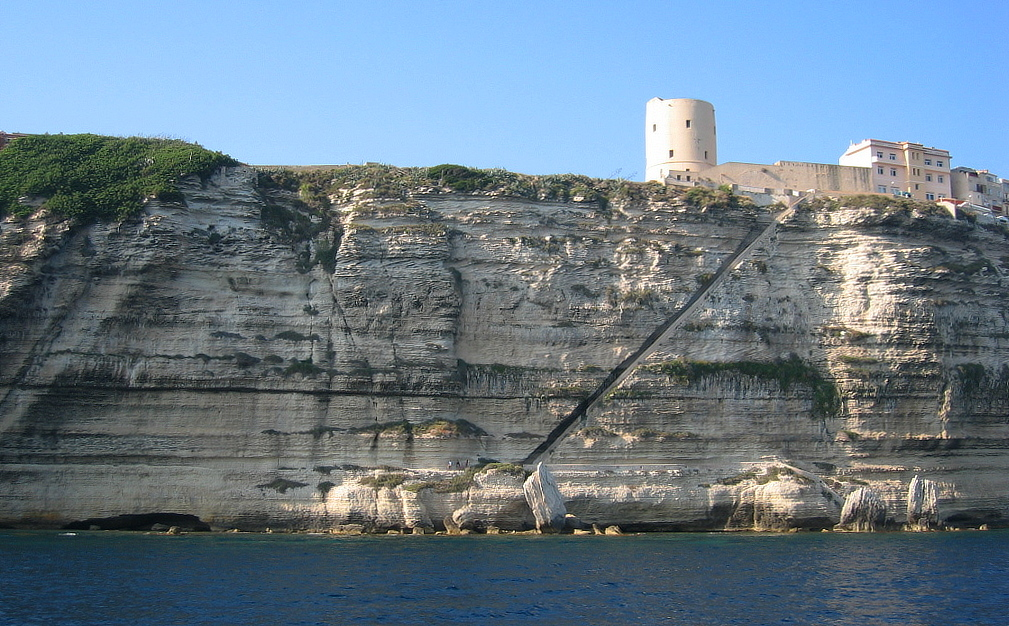
L'escala d'Afons el magnànim.